# Fabeln om Valentin
Fabeln om Valentin är Stina Aronsons  femte roman, utgiven under pseudonymen Sara Sand 1929 på Bonniers förlag. Boken har aldrig återutgivits och finns således endast i originalupplaga.